# Куяба
Куяба́ (порт. Cuiabá) — город в Бразилии, столица штата Мату-Гросу.
Составная часть мезорегиона Юго-центральная часть штата Мату-Гроссу. Входит в экономико-статистический микрорегион Куяба. Является центром городской агломерации Вали-ду-Риу-Куяба.

## История
Первыми белыми, исследовавшими территорию, где сегодня находится Куяба, стали в 1673 году бандейранты из Сан-Паулу. В 1682 один из них, Мануэль де Кампос, основал первое в регионе португальское поселение Сан-Гонзало, но через несколько лет оно было заброшено.
В 1718 году отряд бандейрантов под предводительством уроженца Соракабы Паскаля Морейра Кабрала, отступая после неудачной схватки с индейцами, обнаружил на отмелях реки золото. Решив не упускать удачу, бандейранты организовали на месте находки лагерь и приступили к добыче драгоценного металла. 8 апреля 1719 года, в целях создания юридических оснований для золотодобычи, на собрании отряда было решено основать здесь поселение Куяба (одно из первых португальских поселений на западе Бразилии), главой которого был выбран Кабрал, протокол собрания был направлен в Сан-Паулу.
Известие о находке быстро распространилось по португальским владениям в Южной Америке, и в посёлок стали стекаться желающие разбогатеть. Обнаружение нового, ещё более богатого месторождения в 1722 году ускорило рост поселения, и 1 января 1727 года генерал-губернатор капитании Сан-Паулу Родриго Сезар де Менезес наконец присвоил Куябе официальный статус поселения.
К середине XVIII века золотые месторождения истощились, что вызвало отток населения. Землетрясение 1746 года причинило сильные разрушения, усугубив переживаемый Куябой упадок. Новый этап роста начался только на рубеже XVIII—XIX веков, когда поселение стало центром обширного скотоводческого региона. 17 сентября 1818 года Куябе был официально предоставлен статус города, а 28 августа 1835 года из города Вила-Бела-да-Сантисима-Триндади в Куябу была перенесена столица провинции Мату-Гросу.

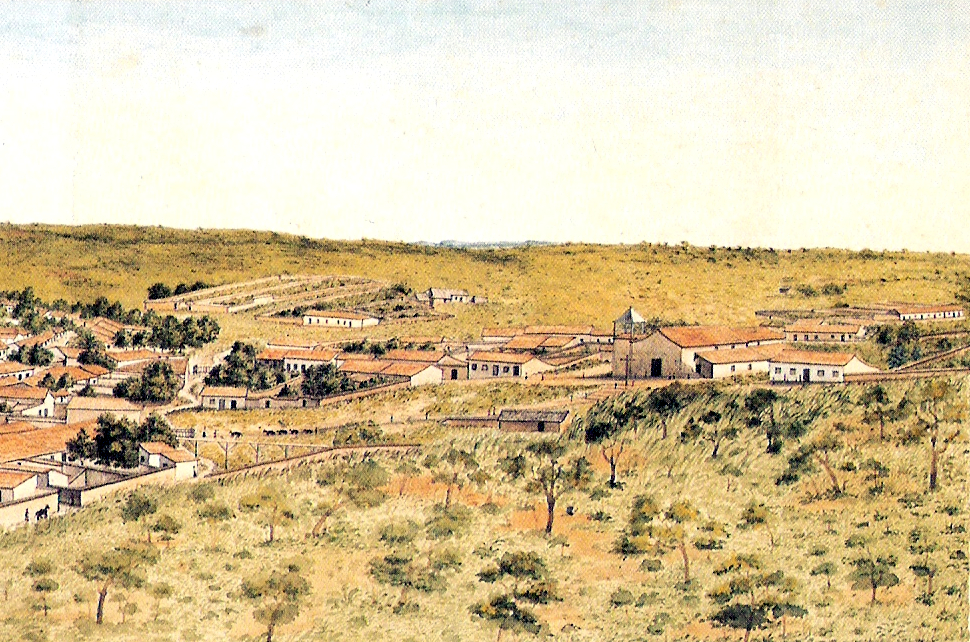
Куяба (картина Жозе Фрейры, 1790 год)

Жестокая и кровопролитная Парагвайская война способствовала дальнейшему развитию города, ставшего одной из основных тыловых баз бразильских войск. Впрочем, после войны экономическая активность вновь угасла, и вплоть до 1920-х Куяба воспринималась остальной Бразилией как глубокая провинция (настолько, что и при имперском, и при республиканском правительствах она использовалась как основное место политической ссылки).
Очередной период подъёма начался в конце 1930-х годов, когда автомобильные дороги и авиация связали город с остальной страной. Строительство в 1960-х годов новой федеральной столицы также подстегнуло развитие Куябы. С 1960 по 1980 годы население города выросло в пять раз, до четверти миллиона человек.
С 1990-х годов и по настоящее время город переживает период изменений, фокус экономической активности смещается с сельского хозяйства на промышленность и туризм, замедляется рост населения, городские власти начинают уделять внимание вопросам экологии и комплексного развития территории.

## География и климат

### Географические сведения
Куяба расположена на одноимённой реке возле географического центра южноамериканского континента, в районе, где сходятся три основных географических региона Бразилии — Амазония, Серрадо и Пантанал. К югу от города расположены горы Шапада-дус-Гимарайнс.

### Климат
Город находится в зоне тропического саванного климата, с тёплой, сухой зимой и жарким, дождливым летом. Благодаря горному массиву на юге, блокирующему поступление холодных воздушных масс из Патагонии, Куяба является одним из самых жарких городов Бразилии.
| Показатель                    | Янв. | Фев. | Март | Апр. | Май  | Июнь | Июль | Авг. | Сен. | Окт. | Нояб. | Дек. | Год  |
| ----------------------------- | ---- | ---- | ---- | ---- | ---- | ---- | ---- | ---- | ---- | ---- | ----- | ---- | ---- |
| Абсолютный максимум, °C       | 37,0 | 37,0 | 38,0 | 37,0 | 37,0 | 37,0 | 37,0 | 40,0 | 40,0 | 42,0 | 38,0  | 43,0 | 43,0 |
| Средний суточный максимум, °C | 32,6 | 32,6 | 32,9 | 32,7 | 31,6 | 30,7 | 31,8 | 34,1 | 34,1 | 34,0 | 31,1  | 32,5 | 32,5 |
| Средняя температура, °C       | 26,7 | 25,3 | 26,5 | 26,1 | 24,6 | 23,5 | 22,0 | 24,7 | 26,6 | 27,4 | 27,2  | 26,6 | 25,6 |
| Средний суточный минимум, °C  | 23,2 | 22,9 | 22,9 | 22,0 | 19,7 | 17,5 | 16,6 | 18,3 | 22,1 | 17,1 | 22,9  | 23,0 | 20,6 |
| Абсолютный минимум, °C        | 18,0 | 15,0 | 17,0 | 12,0 | 7,0  | 7,0  | 6,0  | 7,0  | 10,0 | 10,0 | 12,0  | 12,0 | 6,0  |
| Норма осадков, мм             | 209  | 199  | 171  | 123  | 53   | 15   | 9    | 11   | 58   | 115  | 154   | 193  | 1310 |
| Источник: World Climate       |      |      |      |      |      |      |      |      |      |      |       |      |      |

## Население

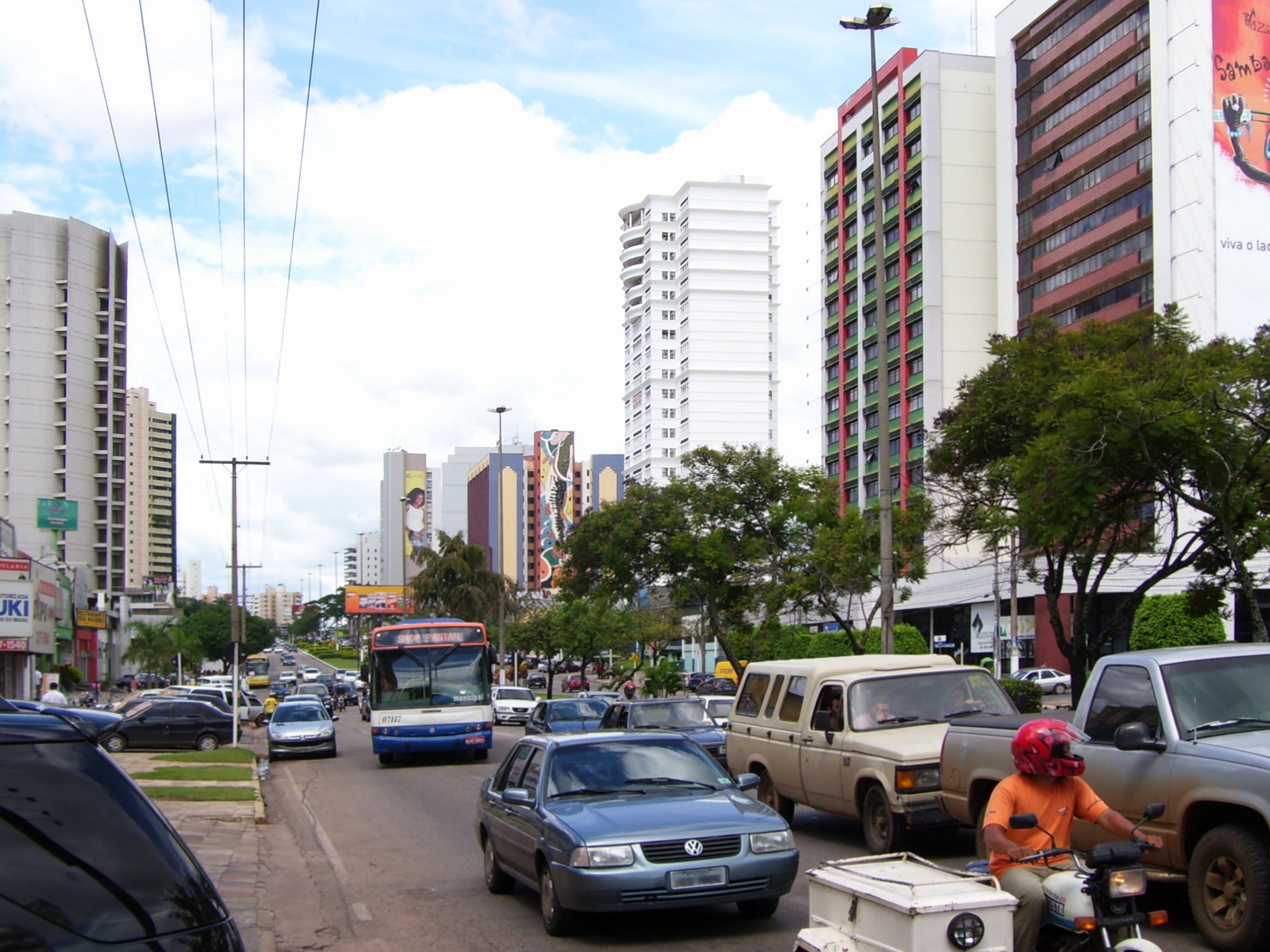
Улицы города

На протяжении второй половины XX века население Куябы росло быстрыми темпами (1960 — 56 000, 1970 — 101 000, 1980 — 213 000, 1990 — 402 000, 2000 — 483 000). В настоящее время, по данным Бразильского института географии и статистики, численность горожан составляет 570 000 человек. Куяба является центром агломерации Região Metropolitana do Vale do Rio Cuiabá с населением около одного миллиона жителей.
Население Куябы представляет собой пёструю смесь потомков европейских переселенцев, африканцев и местных индейцев, и славится своей самобытной культурой, особенно кухней и танцами. Уровень преступности довольно низок (по бразильским меркам).

## Экономика

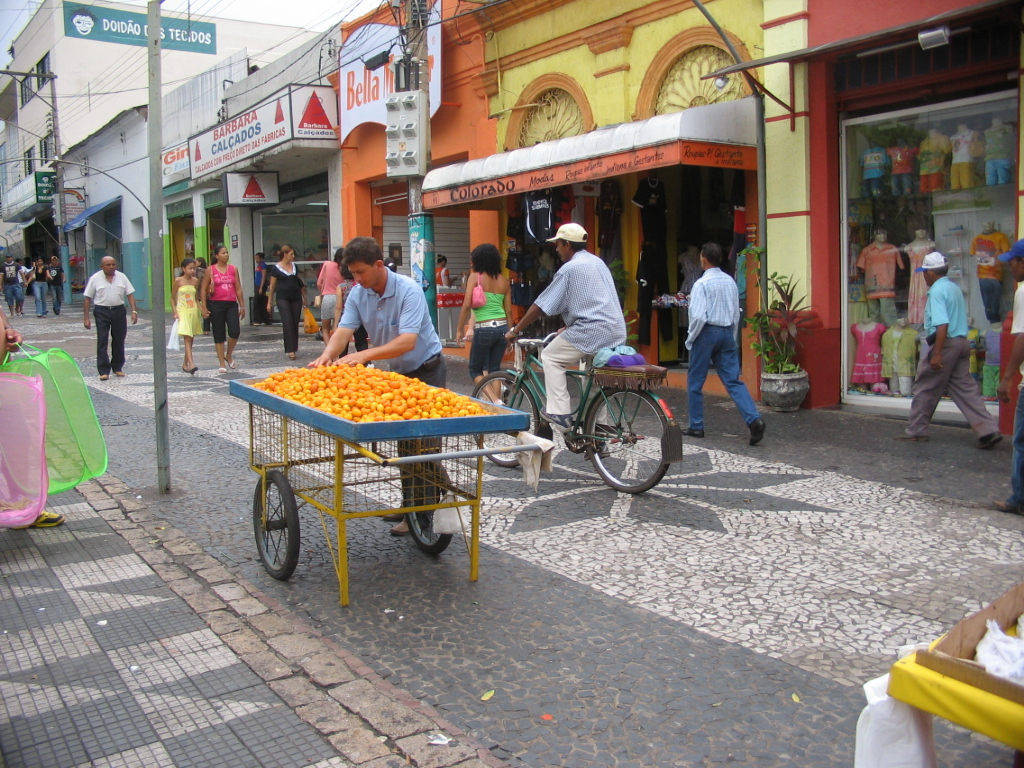
Торговая улица в центре

Главными отраслями городской экономики являются:
- промышленность (в основном пищевая)
- розничная торговля
- сфера услуг
- туризм

Будучи центром обширного сельскохозяйственного региона, население которого проживает во множестве маленьких городков, Куяба является центром воскресного отдыха для жителей прилегающих территорий, что способствует бурному развитию розничной торговли и сферы услуг.
Туристов в основном привлекают богатейшие возможности для экотуризма (природные зоны в окрестностях города чрезвычайно разнообразны), а также небольшой, но хорошо сохранившийся исторический центр со старательно сохраняемой атмосферой старой, колониальной Бразилии.

## Транспорт
Город обслуживается Международным аэропортом имени маршала Рондона  (IATA: CGB, ICAO: SBCY) с пассажирооборотом 2,76 млн. человек в год (2012). Регулярные пассажирские авиарейсы выполняются во все основные города Бразилии.
Через Куябу проходит Трансокеанское шоссе (в Бразилии также называемое BR-364), соединяющее побережья Тихого (Перу, регион Ика) и Атлантического (Бразилия, штат Сан-Паулу) океанов.
В Куябе строятся две ветки скоростного трамвая, соединяющие его с аэропортом и городом-спутником Варзеа-Гранди. Основу общественного транспорта составляют автобусы.

## Чемпионат мира по футболу
Куяба была одним из городов, принимавших Чемпионат мира по футболу 2014. Город стоял особняком среди остальных мест проведения по нескольким признакам:
- самый маленький из всех принимающих городов
- второй (после Манауса) по удалённости от основного района проведения Чемпионата
- второй (после Манауса) по средней температуре воздуха в период проведения Чемпионата
- наиболее высокий уровень поддержки проведения Чемпионата горожанами

17 июня 2014 года на стадионе Арена Пантанал прошёл матч в группе Н между сборными России и Южной Кореи. Встреча завершилась вничью 1:1.

## Статистика
- Валовой внутренний продукт на 2010 год составляет  11 051 628 тысяч реалов (данные: Бразильский институт географии и статистики).
- Валовой внутренний продукт на душу населения на 2005 год составляет 12 499,00 реалов (данные: Бразильский институт географии и статистики).
- Индекс развития человеческого потенциала на 2010 год составляет 0,785 (данные: Программа развития ООН).

## Города-побратимы
- Арика, Чили
- Турин, Италия
- Хамамацу, Япония
- Икике, Чили
- Лишуй, Китай
- Педро-Хуан-Кабальеро, Парагвай
- Злин, Чехия
- Денвер, США
- Кызыл, Россия

## Галерея

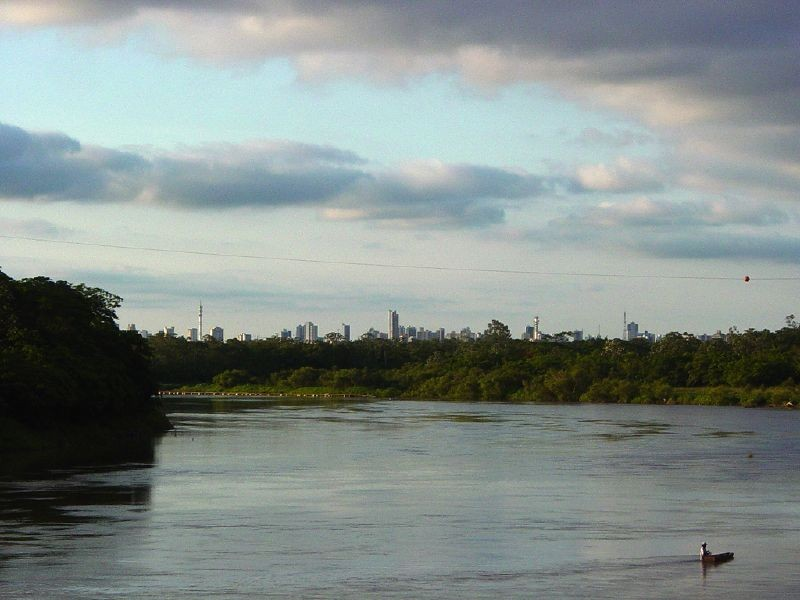
Река Куяба
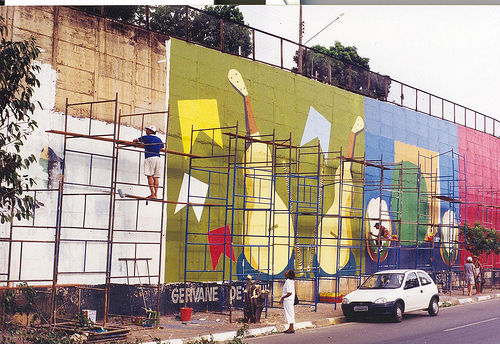
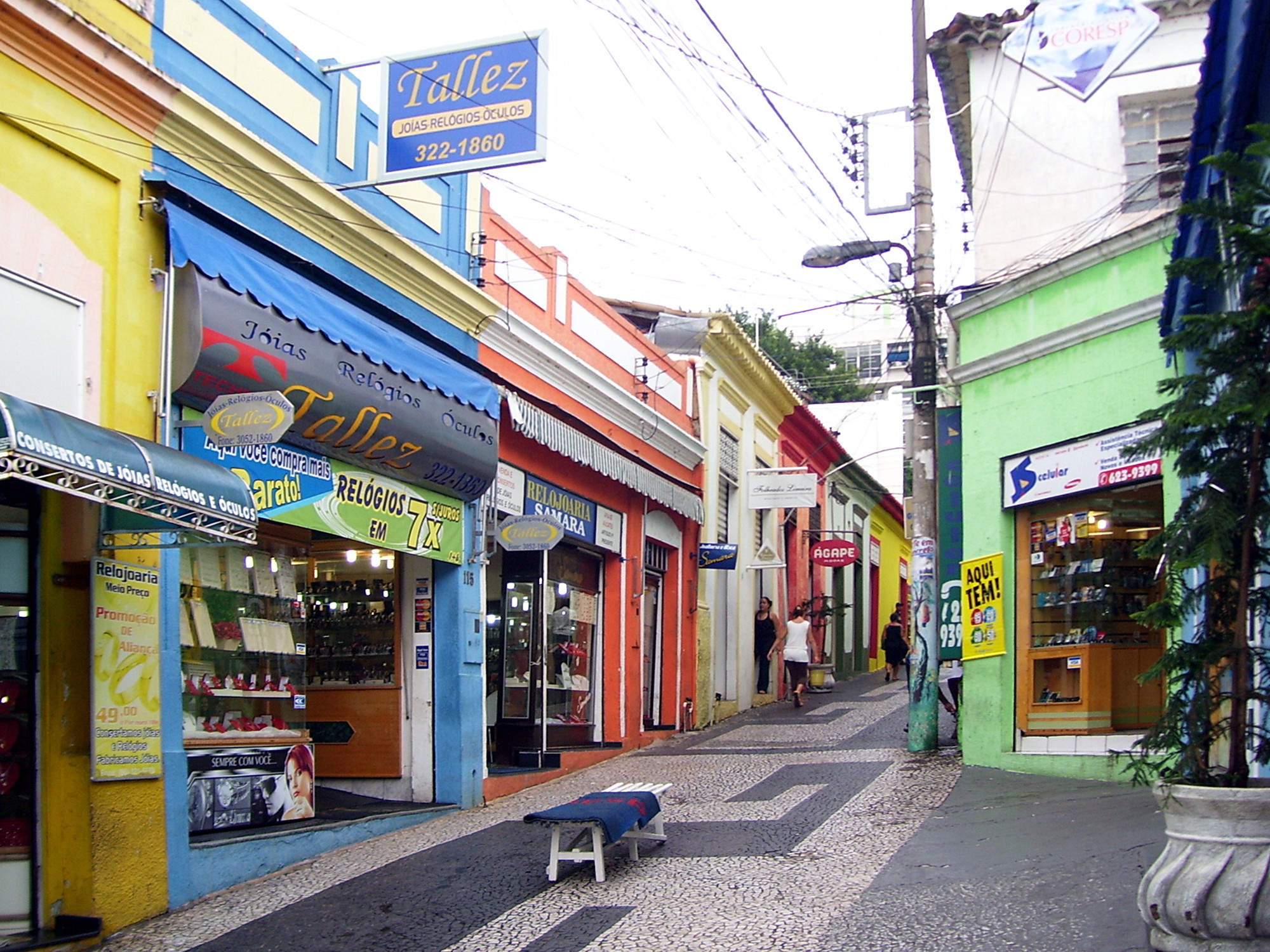
Торговый район
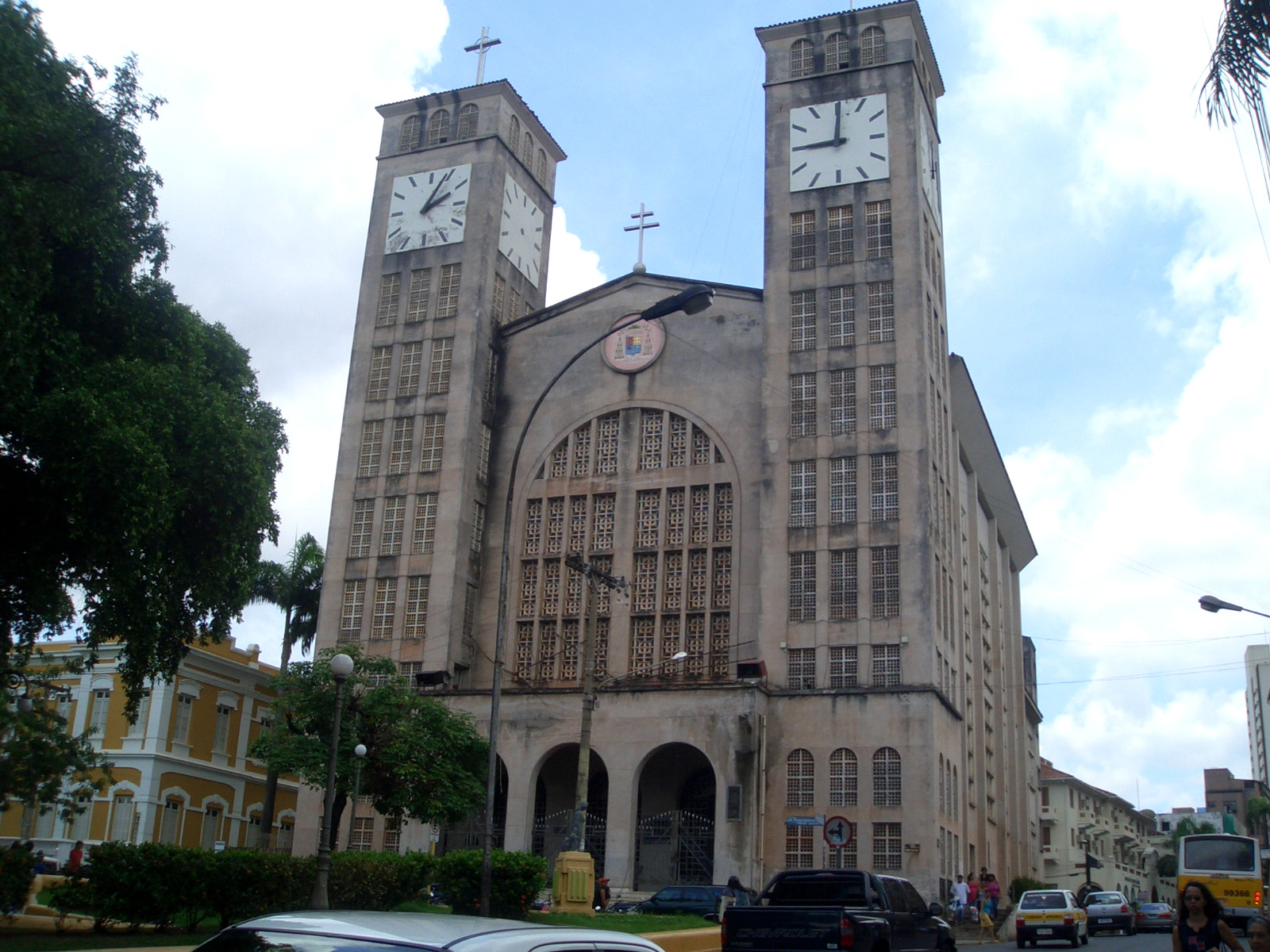
Городской собор
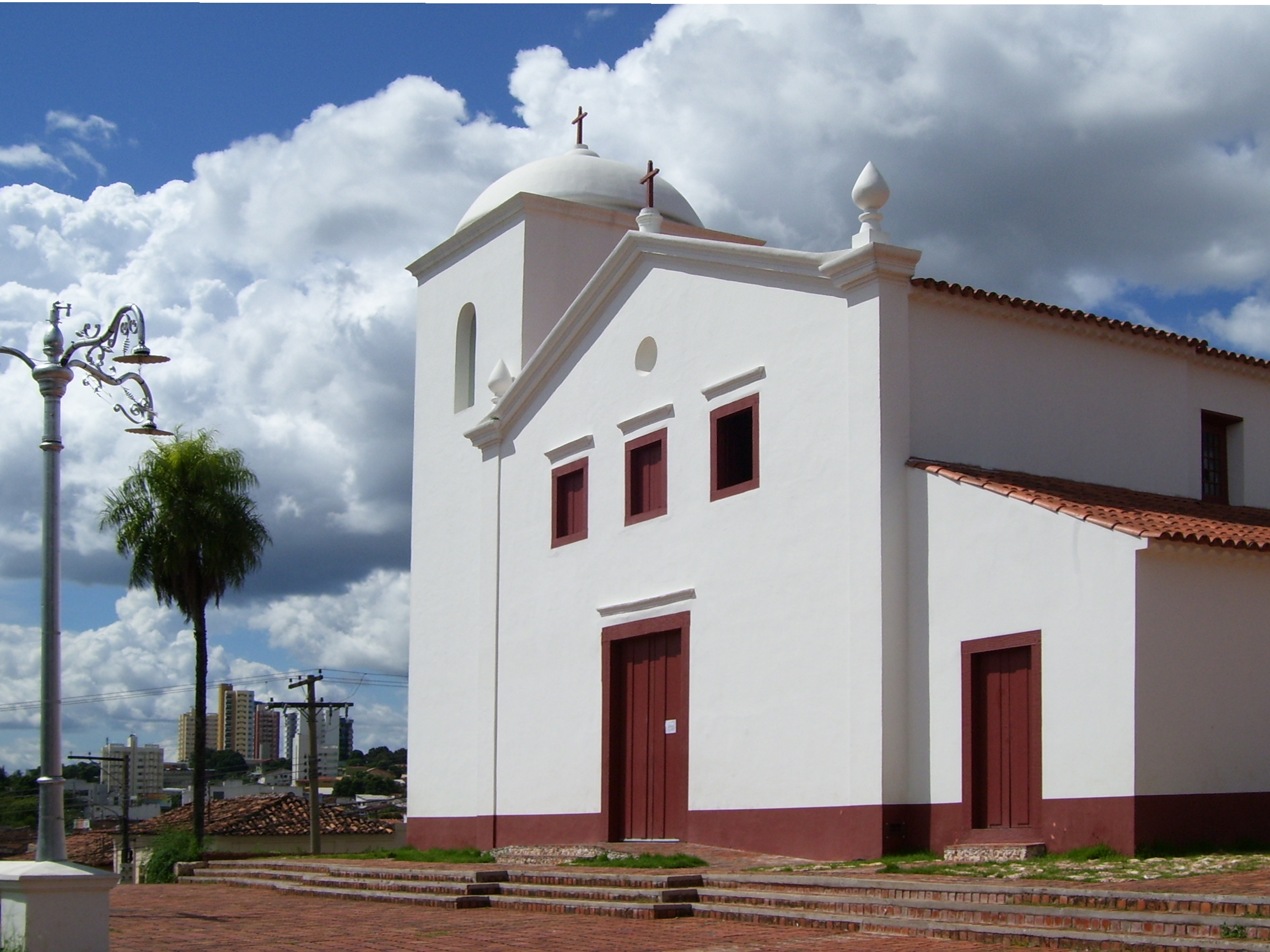
Церковь, 1730 год